# Raion de Rúdnia
El Districte de Rudnyansky (en rus: Рудня́нский райо́н) és un districte administratiu i municipal, un dels 25 de l'óblast de Smolensk, a Rússia. Es troba a l'oest i nord-oest de la regió i limita al nord amb el Districte de Velizhsky, al nord-est amb el Districte de Demidovsky, a l'est amb el Districte de Smolensky, al sud amb el Districte de Krasnensky, i a l'oest amb els districtes de Vitebsk, Liozna i Dubrowna a la regió de Vitebsk a Belarús. L'àrea del districte és de 2.111,41 quilòmetres quadrats (815,22 milles quadrades). El seu centre administratiu està a la ciutat de Rudnya. La seva població estava formada per unes 25.244 persones (en 2010), 28.037 persones (en 2002) i 34.724 persones (en 1989). La població de Rudnya representa el 39,7 % de la població total del districte.